# 7-й Нью-Йоркский пехотный полк
7-й Нью-Йоркский пехотный полк (7th New York Volunteer Infantry Regiment) — представлял собой один из пехотных полков армии Союза во время Гражданской войны в США. Полк был набран сроком на 2 года службы и был расформирован в мае 1863 года. Он принял участие во многих боях Потомакской армии от сражения при Биг-Бетель до сражения при Чанселлорсвилле.

## Формирование
7-й Нью-Йоркский был сформирован в Нью-Йорке (Рота «I» была набрана в Бруклине). 19 апреля он прибыл в Вашингтон, первым из полков штата Нью-Йорк, отозвавшихся на призыв Линкольна о наборе добровольцев. 23 апреля принят на службу в федеральную армию сроком на 2 года службы. Его первым командиром стал полковник Джон Бендикс, подполковником — Эдвард Капф, майором — Каспер Келер.

## Боевой путь

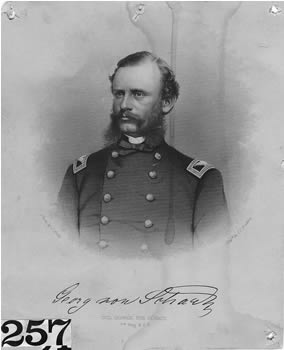
Полковник Джордж Фон Шак

24 мая полк был отправлен по морю в Вирджинию, в Ньюпорт-Ньюс. 10 июня он участвовал в сражении при Биг-Бетель, где потерял 4 человек убитыми, 6 человек ранеными и 2 пропавшими без вести. 12 июня он участвовал в перестрелках у Бейкер-Ли-Фарм, где потерял 17 человек.
1 августа полковник Бендикс ушёл в 10-й Нью-Йоркский полк и его место занял подполковник Капфф. Майор Келлер стал подполковником, а Джордж Фон Шак стал майором.
8 февраля 1862 года Капфф ушёл в отставку, Джордж Фон Шак стал полковником. 8—9 марта полк присутствовал в зоне морского сражения при Хэмптон-Роудс и потерял одного человека от огня корабельной артиллерии.
В мае полк был введён в 1-ю бригаду 1-й дивизии II корпуса Потомакской армии (бригаду Оливера Ховарда). Он прошёл сражения Семидневной битвы, где в целом было потеряно 26 человек убитыми, 88 ранеными и 38 пропавшими без вести.
В августе полк был направлен в форт Монро, а оттуда по морю в Северную Вирджинию, где был задействован в Мерилендской кампании.
Во время сражения при Энтитеме полком командовал капитан Чарльз Брестел. Полк числился в бригаде Колдуэлла, в дивизии Ричардсона. Он участвовал в атаке на Санкен-Роуд, где попал под сильный огонь противника. «Седьмой Нью-Йоркский заколебался на несколько минут, — писал Колдуэлл в рапорте, — но я навёл порядок и лично повёл в бой, и до конца сражения они сражались с отчаянной храбростью». Во время этой атаки полк захватил три знамени противника, при этом было потеряно 22 человека убитыми и 39 ранеными.
28 сентября подполковник Келлер покинул полк и его место занял майор Гэйбел. Капитан Брестел стал майором.
В декабре 1862 года полк был задействован в сражении при Фредериксберге, где вместе со всей бригадой Колдуэлла принимал участие в штурме высот Мари. Поле потерял убитыми 10 офицеров и 59 рядовых, ранеными 6 офицеров и 156 рядовых, пропавшими без вести 11 человек. Это были самые тяжёлые потери в истории полка. Когда генерал Колдуэлл получил ранение, он передал командование полковнику Шаку, который тоже вскоре был ранен. Полком в отсутствие Шака командовал подполковник Гейбел, который также был ранен и сдал командование капитану Фон Браусену.
Срок службы полка истекал 26 апреля 1883 года, однако 27 апреля начиналась Чанселлорсвиллская кампания, поэтому полк не был распущен. При этом он практически не принимал участия в боевых действиях и за все сражение потерял только 4 человек пропавшими без вести. После сражения полк был возвращён в Нью-Йорк, где 8 мая был официально распущен. Те рядовые, что записались на трёхлетний срок службы, были переведены в 52-й Нью-Йоркский пехотный полк.